# Liste der Mitglieder der Deutschen Akademie der Naturforscher Leopoldina/1682
Die Liste der Mitglieder der Deutschen Akademie der Naturforscher Leopoldina für 1682 enthält alle Personen, die im Jahr 1682 zum Mitglied ernannt wurden. Insgesamt gab es elf neu gewählte Mitglieder.

## Mitglieder
| Nr. | Name                                      | Beiname         | Geboren       | Aufnahme | Gestorben     | Bild                                  |
| --- | ----------------------------------------- | --------------- | ------------- | -------- | ------------- | ------------------------------------- |
| 101 | Heinrich Screta von Schotnau und Zavorziz | Nicander        | 15. Okt. 1637 | 6. Mai   | 3. Nov. 1689  |                                       |
| 102 | Johann Adam Limprecht                     | Fabius          | 2. Dez. 1651  | 6. Mai   | 27. Juni 1735 |                                       |
| 103 | Gerhard Blasius                           | Podalirius II.  |               | 7. Aug.  | 7. Aug. 1682  | Gerardus Leonardus Blasius (ca. 1660) |
| 104 | Johann Jakob Döbel                        | Hippokrates II. | 25. Sep. 1640 | 25. Jul. | 6. Juni 1684  |                                       |
| 105 | Emanuel König                             | Avicenna I.     | 1. Nov. 1658  | 17. Aug. | 30. Juli 1731 | Emanuel König                         |
| 106 | Martin Johann Häsbart                     | Rhases          | 1655          | 17. Aug. | 1711          |                                       |
| 107 | Johann Hieronymi                          | Aetius I.       | 1646          | 15. Aug. | 1705          |                                       |
| 108 | Johann Georg Landbeck                     | Serapio I.      | 26. Juli 1654 | 22. Sep. | 1683          |                                       |
| 109 | Karl Oehmb                                | Sirius II.      | 1653          | 6. Nov.  | 9. Apr. 1706  |                                       |
| 110 | Jakob Schmidt                             | Podalirius III. | 1. Jan. 1653  | 25. Nov. | 5. Jan. 1705  |                                       |
| 111 | Jakob Weitz                               | Aeson II.       | 1641          | 7. Dez.  | 1716          |                                       |